# Леонівка (Фастівський район)
Леоні́вка — село Бишівської сільської громади Фастівського району Київської області. Площа населеного пункту становить — 82,84 га, кількість дворів — 33. Кількість населення — 68 осіб.

## Історія
Згадується в метричній книзі Бишівського костьолу в 1766 році. Схоже, що була заснована Антонієм Харлінським на честь народження сина Леона 23 квітня того ж року.
Село Леонівка знаходиться на лівому березі р. Куделі. Хазяйнували тут українські поміщики, на яких працювали леонівські селяни. Над річкою Куделею був млин, а недалеко, на горбочку — панський маєток.
Лаврентій Похилевич писав про село наступне:
| «Леонівка, розташована при струмку Лишні, нижче селища Лишня на 4 версти та від Пашківки відстоїть у 10 верстах. Леонівка згаданим струмком відокремлюється від села Яблунівки, що належить до Хвастовского казенного (державного) маєтку Васильківського повіту. Жителів проживає 300 душ (дані на 1887р.). Село засноване на початку поточного століття Леоном Харленським і продано в 1843 р. його родичу Івану Бршжеському, а з 1882 р. належить синові Івана Казимирові Бршжеському в кількості 689 десятин орної землі.» |
Згадки про село пов'язані з Бишевом, Лишнею, Яблунівкою та іншими селами Фастівського району.
Назавжди в пам'яті місцевих жителів історія сім'ї Дроздів, що проживала в Леонівці. Нацисти по-звірячому закатували всіх членів сім'ї за те, що одна із чотирьох дочок — Фрося — була зв'язковою Бишівського підпілля. Ще живими вкинули їх в колодязь, що над дорогою Бишів — Чорногородка. Загалом від рук окупантів загинуло понад 30 леонівців.

## Відомі люди
У с. Леонівка живуть місцеві поети: ветлікар В. В. Цимбалюк та трактористка П. П. Астаф'єва (Паша Ґран).